# Округ Стропков
Округ Стропков (слч. Okres Stropkov) округ је у Прешовском крају, у Словачкој Републици. Административно средиште округа је град Стропков.

## Географија
Налази се у сјевероисточном дијелу Прешовског краја.
Граничи:
- на сјеверу је Округ Медзилаборце и Пољска,
- источно Округ Медзилаборце и Округ Хумење,
- западно Округ Свидњик,
- јужно Округ Вранов на Топлој.

Клима је умјерено континентална.

## Становништво
| Година:    | 1994.  | 2004.   | 2014.   | 2024.   |
| ---------- | ------ | ------- | ------- | ------- |
| Број људи: | 20 304 | 20 902  | 20 744  | 19 414  |
| Разлика:   |        | +2,94 % | -0,75 % | -6,41 % |

| Година:    | 2023.  | 2024.   |
| ---------- | ------ | ------- |
| Број људи: | 19 553 | 19 414  |
| Разлика:   |        | -0,71 % |

Према подацима о броју становника из 2011. године округ је имао 20.901 становника. Словаци чине 79,88% становништва.
| Етнички састав (2011)‍ | Етнички састав (2011)‍ | Етнички састав (2011)‍ | Етнички састав (2011)‍ | Етнички састав (2011)‍ |
| --------------------- | --------------------- | --------------------- | --------------------- | --------------------- |
|                       |                       |                       |                       |                       |
| Словаци               | Словаци               |                       | 0                     | 79,88%                |
| Рутени                | Рутени                |                       | 0                     | 6,57%                 |
| Роми                  | Роми                  |                       | 0                     | 5,89%                 |
| Украјинци             | Украјинци             |                       | 0                     | 0,49%                 |
| остали, непознато     | остали, непознато     |                       | 0                     | 7,17%                 |

## Насеља
У округу се налази један град и 42 насељена мјеста.